# 平山瑞穂
平山 瑞穂（ひらやま みずほ、1968年9月6日 - ）は日本の小説家。男性。

## 経歴
1968年東京都生まれ。立教大学社会学部卒業。2004年、『ラス・マンチャス通信』で第16回日本ファンタジーノベル大賞受賞、同年暮、受賞作が新潮社より刊行されデビュー。会社勤務の傍ら執筆活動を続けていたが、2011年2月より専業作家として活動している。

## エピソード
- 小説家・随筆家の平山蘆江は曾祖父。
- 祖母は元タカラジェンヌで宝塚歌劇団卒業生でもある、宝塚歌劇団14期生の近江ひさ子。
- 父は日本文学研究者の平山城児、母は1962年に『白猫』で芥川龍之介賞候補にあがった加藤浩子。
- 雑誌「PRESIDENT(プレジデント)2008.1.14号」にて、「連日深夜3時まで執筆をして体を壊したことがあった。今は、必ず5時間は睡眠時間を確保するようにしている」と語っている。
- 1作ごとに作風を大胆に変える手法で知られるが、これについて本人は「手法として選んでいることではなく、結果としてそうなってしまった」「世間で言われるほどそれぞれの作品が違っているとは思っていない。底に流れるものは常に一貫しているし、どの作品にも、それまでに書いたあらゆる作品のエッセンスが顔を覗かせる瞬間が必ずあると思う」と発言している。

## 著作

### 小説
- 『ラス・マンチャス通信』新潮社 2004年12月 ISBN 9784104722013、角川文庫 2008年8月 ISBN 9784043905010
- 『忘れないと誓ったぼくがいた』新潮社 2006年2月 ISBN 9784104722020、新潮文庫 2008年7月 ISBN 9784101354811
- 『シュガーな俺』世界文化社 2006年10月 ISBN 9784418065325、新潮文庫 2009年10月 ISBN 9784101354828
- 『冥王星パーティ』 新潮社 2007年3月 ISBN 9784104722037
  - 改題『あの日の僕らにさよなら』新潮文庫 2013年1月
- 『株式会社ハピネス計画』小学館 2007年7月 ISBN 9784093877299、小学館文庫 2010年6月 ISBN 9784094085136
- 『プロトコル』実業之日本社 2008年3月 ISBN 9784408535241、実業之日本社文庫 2010年10月 ISBN 9784408550053
- 『桃の向こう』 角川書店 2008年9月 ISBN 9784048738828
  - 『野性時代』に断続的に発表していた短編を、長編として改稿・加筆したもの
- 『魅機ちゃん』 小学館 2009年2月 ISBN 9784093592055 - イラスト・コミック:阿部潤、月刊IKKI 2007年9月号～2008年8月号
- 『全世界のデボラ』（短編集） 早川書房〈想像力の文学〉 2009年5月 ISBN 978-4152090294
  - 野天の人（SFマガジン 2005年7月号）
  - 十月二十一日の海（SFマガジン 2008年3月号）
  - 精を放つ樹木（SFマガジン 2009年4月号）
  - 均衡点（SFマガジン2009年5月増刊号「STRANGE FICTION」）
  - 棕櫚の名を（SFマガジン 2007年11月号）
  - 駆除する人々（書き下ろし）
  - 全世界のデボラ（SFマガジン 2006年1月号）
- 『マザー』小学館 2010年5月 ISBN 9784093862783、小学館文庫 2012年11月 ISBN 9784094087673
  - 『きらら』2008年9月号から2010年2月号まで連載されていた『理想の人』の改題作
- 『有村ちさとによると世界は』 実業之日本社 2010年8月 ISBN 9784408535777 - 『プロトコル』のスピンオフ作品
- 『偽憶』 幻冬舎 2010年11月 ISBN 9784344019164
- 『3・15卒業闘争』 角川書店 2011年11月 ISBN 9784041100509
- 『出ヤマト記』 朝日新聞出版 2012年4月 ISBN 9784022509659
- 『大人になりきれない』 PHP研究所 2012年6月 ISBN 9784569804996
  - 改題『夜明け前と彼女は知らない』PHP文芸文庫 2015年1月
- 『僕の心の埋まらない空洞』 新潮社 2012年9月 ISBN 9784104722044
- 『ルドヴィカがいる』小学館 2013年3月、小学館文庫 2016年4月
- 『悪魔と私の微妙な関係』文藝春秋 2013年6月
- 『四月、不浄の塔の下で二人は』中央公論新社 2013年9月
- 『ここを過ぎて悦楽の都』祥伝社 2014年3月
- 『遠い夏、ぼくらは見ていた』幻冬舎 2014年10月
- 『彫千代』小学館 2014年11月
- 『遠すぎた輝き、今ここを照らす光』新潮文庫 2015年4月
- 『バタフライ』幻冬舎 2015年12月
  - 改題『午前四時の殺意』幻冬舎文庫 2018年10月
- 『妻を譲らば』中央公論新社 2016年5月
- 『ドクダミと桜』新潮文庫 2020年1月
- 『さもなくば黙れ』論創社 2021年12月

#### 単行本未収録短編
- 「拾う神あり」（『小説すばる』2009年5月号）
- 「棺桶」（『野性時代』2010年11月号）
- 「獺祭の夜」（『S-Fマガジン』2020年6月号）
- 「鎧う男」（『S-Fマガジン』2021年10月号）

#### アンソロジー参加
- 『Re-born はじまりの一歩』 実業之日本社 2008年3月 ISBN 9784408535258
  - 収録短編「会ったことがない女」（初出：月刊J-novel2007年8月号）
- 『未来妖怪 異形コレクション』 光文社文庫 2008年7月 ISBN 9784334744526
  - 収録短編「恋する蘭鋳」
- 『ザ・ベストミステリーズ 2011 推理小説年鑑』講談社 2011年7月 ISBN 9784061149120
  - 【分冊・改題】『Guilty 殺意の連鎖』講談社文庫 2014年4月 ISBN 9784062777797
    - 収録短編「棺桶」
- 『エール! 1』 実業之日本社 2012年10月 ISBN 9784408550985
  - 収録短編「六畳ひと間のLA」

### 評論
- 『愛ゆえの反ハルキスト宣言』皓星社 2017年9月
- 『エンタメ小説家の失敗学~「売れなければ終わり」の修羅の道~』 (光文社新書)　2023年1月

### 編著
- 『シリーズ紙礫７変態』皓星社 2017年3月
- 『シリーズ紙礫12 耽美』皓星社 2017年12月